# William Savage
William Savage (1720 – 27 luglio 1789) è stato un compositore, organista e cantante inglese del XVIII secolo. Cantò come voce bianca da ragazzo, e poi come controtenore e come basso. Egli è ricordato soprattutto per sua collaborazione con il compositore Georg Friedrich Händel, nei cui lavori (soprattutto negli oratori) Savage si esibì ripetutamente nel corso di diversi anni.

## Vita e carriera

### Cantante

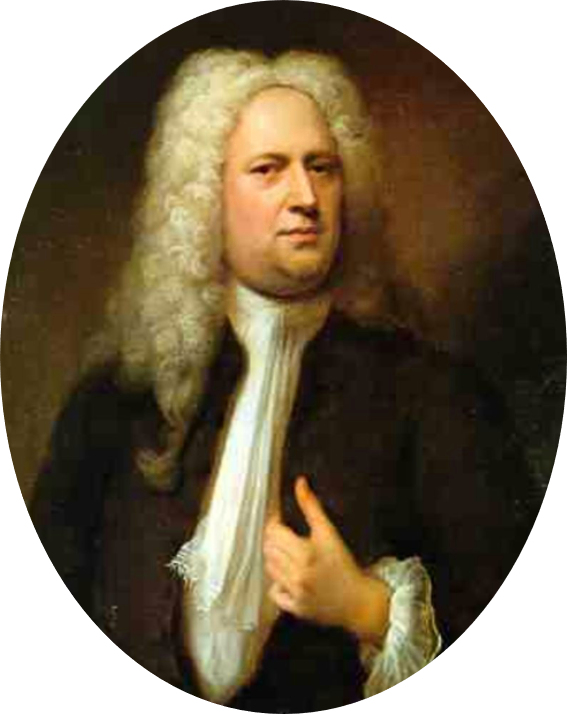
Il compositore Georg Friedrich Händel, per cui Savage ebbe modo di esibirsi ripetutamente (1733)

Savage venne inizialmente alla ribalta da ragazzo come voce bianca solista. Colpito dalle sue qualità vocali, Georg Friedrich Händel lo volle il 1º aprile 1735, come "Joas", nella ripresa londinese dell'oratorio Athalia (tale ruolo era già stato coperto da una voce bianca anche nella première oxfordiana di due anni prima). Non solo, ma dall'analisi della partitura manoscritta dell'opera Alcina, andata in scena sempre al Covent Garden il 16 dello stesso mese, si evince che tutta la parte di "Oberto" fu aggiunta da Händel soltanto in un secondo tempo, evidentemente proprio per avvalersi della disponibilità del giovane Savage:  questi dunque – caso probabilmente unico per un ragazzo cantore nell'opera del Settecento – si vide attribuire ben tre arie, una per atto, di notevole spessore tecnico, segno evidente dell'apprezzamento del compositore nei confronti dell'interprete.
Dopo che la voce di Savage si fu abbassata per la muta, egli dapprima continuò la sua carriera cantando come controtenore e poi si trasformò in un basso. Come controtenore è possibile che interpretasse i piccoli ruoli della Dea Fortuna e di Childerico nelle opere di Händel, Giustino (1737) e Faramondo (1738) e certamente comparve nella prima rappresentazione dell'oratorio Israele in Egitto (1739), così come in alcune riprese di altri oratori di Händel. Come basso, creò il ruolo principale in Imeneo (1740), il ruolo di Fenice in Deidamia (1741) e quello di Manoa alla prima dell'oratorio Sansone (1743). Il musicologo del XVIII secolo Charles Burney descrisse la voce di Savage come un "basso potente e non sgradevole". La descrizione del suo allievo R.J.S. Stevens è più lusinghiera: egli descrive Savage come in possesso di "una piacevole voce di due ottave", e precisa che Savage cantava con "chiara articolazione, intonazione perfetta, grande agilità di voce e buona e castigata espressività".
Nel 1740 Savage divenne organista della chiesa di Finchley, non lontano da Londra, mentre nel 1744 entrò a far parte come basso dei "gentlemen-in-ordinary" nel coro della Cappella Reale e nel 1748 fu nominato Vicar Choral (vicario laico incaricato di cantare alcune parti dei servizi liturgici), Elemosiniere e Maestro dei Cantori nella Cattedrale di San Paolo, posizione dalla quale esercitò una notevole influenza sui musicisti della successiva generazione. Nel 1777 si ritirò nel Kent. Tornò a Londra nel 1780 per insegnare musica, ma non fu un successo come negli anni precedenti. Rimase a Londra fino alla morte.
Parte della musica della collezione di Savage è stata data alla Royal Academy of Music, alla morte del suo allievo, R.J.S. Stevens, nel 1837. La collezione comprendeva Gloria, una composizione identificata come opera di Händel solo nel 2001.

### Compositore
Savage è stato anche un compositore moderatamente prolifico di musica sia strumentale che vocale, spesso di carattere occasionale. Ha composto molti inni e altra musica da chiesa. Il suo inno. O Lord my God (O Signore, mio Dio) è la sua opera più ambiziosa ed è scritta per l'accompagnamento di orchestra d'archi. Compose anche musica per violino solo e vari canoni, catch e round destinati al Noblemen and Gentlemen's Catch Club e al Beef Steak Club, dei quali Savage era membro. Un pezzo molto caratteristico è la canzone "On the very first of May", basato su una filastrocca in versi scritta dalla moglie.

### Famiglia
La moglie di Savage si chiamava Mary Bolt (1718-1788): definita da R.J.S. Stevens «donna amabile e istruita» e per di più «considerata bella», si dilettava di poesia e, in tale sua veste, fece pubblicare nel 1777 due volumi di Poems on Various Subjects and Occasions (Parker ed.). La coppia mise al mondo tre figli, due maschi e una femmina: William, morto prematuratente nelle Indie Occidentali; George, dedicatosi alla carriera ecclesiastica e deceduto nel 1816; e Jane (1752/3–1824), la quale seguì invece le orme paterne divenendo una virtuosa della tastiera ed una valente compositrice.